# Presidenti del Nepal
I presidenti del Nepal si sono succeduti a partire dal 2008, quando fu abolita la monarchia; l'ultimo re è stato Gyanendra del Nepal.

## Cronologia
La carica di Presidente (in nepalese: राष्ट्रपति; rāṣṭrapati) è istituita dalla Costituzione provvisoria.
Già a partire dal 15 gennaio 2007 le funzioni di capo dello Stato, dopo l'esautorazione del re Gyanendra, erano state assunte ad interim dal primo ministro Girija Prasad Koirala, che ha detenuto poteri di fatto assimilabili a quelli presidenziali.
Il 28 maggio 2008, l'Assemblea costituente ha proclamato la Repubblica alla sua prima seduta, ponendo termine alla dinastia Shah che governava il paese dal 1768. Nello stesso giorno i principali partiti (maoisti, Congresso e marxisti-leninisti unificati) hanno raggiunto un accordo per un emendamento alla Costituzione provvisoria che avrebbe portato all'istituzione di una carica di presidente della Repubblica con funzioni cerimoniali ed una carica di Primo ministro avente il potere esecutivo.
Le votazioni per il primo presidente della Repubblica federale democratica del Nepal sono state effettuate dall'Assemblea costituente a partire dal 19 luglio 2008. Il 21 luglio 2008 è stato eletto Ram Baran Yadav, che ha prestato giuramento il 23 luglio 2008.
È altresì istituita una carica di vicepresidente della Repubblica (ricoperta da Paramananda Jha) la cui prima elezione è avvenuta il 19 luglio 2008.
Spettano al presidente della Repubblica, la promulgazione delle leggi, la nomina del Primo ministro, il comando dell'esercito ed il potere di dichiarare lo stato d'emergenza.

## Lista
| Presidente   | Presidente | Presidente           | Partito                        | Elezione   | Mandato         | Mandato         |
| Presidente   | Presidente | Presidente           | Partito                        | Elezione   | Inizio          | Fine            |
| ------------ | ---------- | -------------------- | ------------------------------ | ---------- | --------------- | --------------- |
|              |            | Ram Baran Yadav      | Partito del Congresso Nepalese | 2008       | 23 luglio 2008  | 28 ottobre 2015 |
|              |            | Bidhya Devi Bhandari | Partito Comunista del Nepal    | 2015, 2018 | 29 ottobre 2015 | 13 marzo 2023   |
| Indipendente |            | Bidhya Devi Bhandari |                                | 2015, 2018 | 29 ottobre 2015 | 13 marzo 2023   |
|              |            | Ram Chandra Paudel   | Partito del Congresso Nepalese | 2023       | 13 marzo 2023   | in carica       |